# Tiquadra nubilella
Tiquadra nubilella är en fjärilsart som beskrevs av Hans Georg Amsel 1956. Tiquadra nubilella ingår i släktet Tiquadra och familjen äkta malar.
Artens utbredningsområde är Venezuela. Inga underarter finns listade i Catalogue of Life.